# WASP-12
Désignations
WASP-12 est une naine jaune de magnitude apparente 11,7 située à environ ∼ 1 410 a.l. (∼ 432 pc) du Soleil en direction de la constellation du Cocher. Une exoplanète de type "Jupiter chaud" fut découverte en orbite autour d'elle le 1er avril 2008 qui présente à la fois la particularité d'être très peu dense — masse volumique inférieure à 0,33 g/cm3 — et de perdre son atmosphère au profit de l'étoile au taux d'environ 10−7 MJ par an.
Cette planète, appelée WASP-12 b, devrait être entièrement aspirée par l'étoile dans une dizaine de millions d'années. Elle est également enrichie en carbone par rapport à notre Système solaire, ce qui rend possible la formation de planètes carbonée dans le système planétaire de WASP-12.
En plus de cette exoplanète, deux compagnons stellaires ont été détectés autour de WASP-12. Désignées WASP-12 B et C, ce sont deux naines rouges de type spectral M3V. Leur masse ne vaut que 38 % et 37 % celle du Soleil, respectivement.